# Verwaltungsgemeinschaft Pleißenaue
La Communauté d'administration de la Pleiße (Verwaltungsgemeinschaft Pleißenaue), fondée en 1992, réunit cinq communes de l'arrondissement du Pays-d'Altenbourg en Thuringe. Elle a son siège dans la commune de Treben.

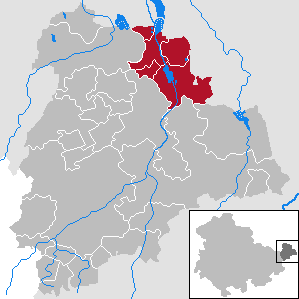
La communauté d'administration de la Pleiße

La communauté regroupe 5 612 habitants en 2010 pour une superficie de 41,90 km2.
Communes (population en 2010) : 
- Fockendorf (852) ;
- Gerstenberg (538) ;
- Haselbach (833) ;
- Treben (1 292) ;
- Windischleuba (2 097).

En 1992, les communes de Zetscha et Lehma en faisaient partie, mais, depuis, Lehma a été incorporée à la ville de Meuselwitz et Zetscha à celle d'Altenbourg. La commune de Windischleuba a rejoint la communauté en 1995

## Démographie
| 1995  | 2000  | 2005  | 2010  |
| ----- | ----- | ----- | ----- |
| 6 156 | 5 899 | 5 595 | 5 612 |